# Артакульська сільська рада
Артаку́льська сільська рада (рос. Артакульский сельский совет) — муніципальне утворення у складі Караідельського району Башкортостану, Росія. Адміністративний центр — село Артакуль.

## Населення
Населення — 986 осіб (2019, 1144 в 2010, 1176 в 2002).

## Склад
До складу поселення входять такі населені пункти:
| Населений пункт          | Населення, осіб (2002) | Населення, осіб (2010) |
| ------------------------ | ---------------------- | ---------------------- |
| Абуталіпово, присілок    | 303                    | 261                    |
| Артакуль, село           | 453                    | 470                    |
| Іткулі, село             | 104                    | 101                    |
| Старооткустино, присілок | 316                    | 312                    |